# Viliam Sipos
Viliam Sipos (* 16. února 1959) je bývalý slovenský fotbalista, obránce.

## Fotbalová kariéra
Hrál za DAC Dunajská Streda. V československé lize nastoupil v 7 utkáních. Za Dunajskou Stredu odehrál ve Slovenské národní lize 86 utkání, měl velkou zásluhu na postupu do československé ligy, ale v ní už mnoho příležitostí nedostal.

## Ligová bilance
| Ročník                                   | Zápasy | Góly | Klub                |
| ---------------------------------------- | ------ | ---- | ------------------- |
| 1. československá fotbalová liga 1985/86 | 7      | 0    | DAC Dunajská Streda |
| CELKEM                                   | 7      | 0    |                     |